# Николаевич, Никита Михайлович
Никита Михайлович Николаевич (бел. Мікіта Міхайлавіч Нікалаевіч; род. 11 сентября 1997, Солигорск, Минская область) — белорусский футболист, полузащитник.

## Клубная карьера
Воспитанник футбольного клуба «Минск». С 2014 года начал выступать за дубль и быстро закрепился в его составе. Осенью 2015 играл за столичный клуб в юношеской лиге УЕФА. В сезоне 2016 стал временем привлекаться к основной команде, но тогда так и не дебютировал в официальных матчах.
19 марта 2017 года дебютировал в основной команде «Минска» в матче четвертьфинала Кубка Беларуси против БАТЭ (1:2), выйдя на замену на 84-й минуте. В Высшей лиге дебютировал 15 июня 2017 года в гостевом матче против гродненского «Нёмана» (1:3), выйдя на замену во втором тайме. К концу сезона 2017 сыграл еще в 6 матчах, преимущественно выходя на замену.
В январе 2018 года продлил контракт с «Минском». Сезон 2018 начинал в дубле, а с июля начал прочно появлялся в стартовом составе.
В январе 2019 года по истечении срока действия контракта покинул «Минск» и вскоре стал игроком жодинского «Торпедо-БелАЗ», подписав трехлетний контракт. Регулярно появлялся на поле, однако не имел постоянного места в основе, чередовал выходы в стартовом составе и на замену. В январе 2022 года по окончании контракта покинул «Торпедо-БелАЗ»
18 февраля 2022 года свободным агентом перебрался в болгарский клуб «Славия» из Софии. Дебютировал за клуб 2 апреля 2022 года в матче против «Арды», символически выйдя на замену на последней минуте матча. 17 апреля 2022 года в матче чемпионской группы болгарского чемпионата вышел на замену на 70 минуте матча против «Лудогорца», однако матч был проиграл со счётом 1:4. В матче 1 мая 2022 года против клуба «Черно море» сыграл свой первый матч в стартовом составе. В августе 2022 года покинул клуб.
В сентябре 2022 года перешёл в хорватский клуб «Дугополе». Дебютировал за клуб 17 сентября 2022 года в матче против «Ориента», выйдя на замену на 56 минуте.
В апреле 2023 года футболист на правах свободного агента присоединился к солигорскому «Шахтёру». В декабре 2023 года футболист покинул клуб по истечении срока действия контракт.

### Клубная статистика
| Сезон     | Дивизион | Клуб          | Страна   | Матчи | Голы |
| --------- | -------- | ------------- | -------- | ----- | ---- |
| 2014      | дубль    | Минск         | Беларусь | 16    | 2    |
| 2015      | дубль    | Минск         | Беларусь | 18    | 4    |
| 2016      | дубль    | Минск         | Беларусь | 28    | 5    |
| 2017      | Д1       | Минск         | Беларусь | 7     | 0    |
| 2018      | Д1       | Минск         | Беларусь | 25    | 2    |
| 2019      | Д1       | Торпедо-БелАЗ | Беларусь | 21    | 1    |
| 2020      | Д1       | Торпедо-БелАЗ | Беларусь | 27    | 2    |
| 2021      | Д1       | Торпедо-БелАЗ | Беларусь | 25    | 3    |
| 2021/2022 | Д1       | Славия        | Болгария | 5     | 0    |

## Международная карьера
В октябре 2013 года в составе юношеской сборной Беларуси принимал участие в квалификационном раунде чемпионата Европы.
10 ноября 2017 года дебютировал в молодежной сборной Беларуси, выйдя в стартовом составе в товарищеском матче против Литвы (0:0).